# Премія імені О. М. Бутлерова
Пре́мія імені О. М. Бу́тлерова — премія, що присуджується з 1994 року Російською академією наук за видатні праці в області органічної хімії. Названа за ім'ям російського хіміка Олександра Бутлерова.

## Список нагороджених
| Рік  | Лауреат премії                 | Обґрунтування |
| ---- | ------------------------------ | --- |
| 2009 | Джемілєв Усеін Меметович       | За роботу «металокомплексний каталіз в хімії металоорганічних сполук неперехідних металів (Mg, Al, Zn, In, В)»                                           |
| 2009 | Ібрагімов Асхат Габдрахманович | За роботу «металокомплексний каталіз в хімії металоорганічних сполук неперехідних металів (Mg, Al, Zn, In, В)»                                           |
| 2006 | Громов Сергій Пантелеймонович  | За цикл робіт «Молекулярне конструювання фоточутливих супрамолекулярних систем із заданими властивостями на основі ненасичених сполук, що містять краун» |
| 2003 | Томілов Юрій Васильович        | За цикл робіт «Аліфатичні діазосполуки в органічному синтезі»                                                                                            |
| 2003 | Докичев Володимир Анатолійович | За цикл робіт «Аліфатичні діазосполуки в органічному синтезі»                                                                                            |
| 2003 | Нефедов Олег Матвійович        | За цикл робіт «Аліфатичні діазосполуки в органічному синтезі»                                                                                            |
| 2000 | Мінкін Володимир Ісаакович     | За цикл робіт «Стереохімічні нежорсткі і некласичні органічні структури»                                                                                 |
| 1994 | Зефіров Микола Серафимович     | За цикл робіт в області органічної стереохімії |